# Списак песама групе Led Zeppelin
Led Zeppelin је био енглески рок бенд који је снимио 108 песама између 1968. и 1980. године. Бенд је био пионир албумски конципираног рока и често је одбијао да објављује своје популарне песме као синглове. Посматрали су своје албуме као недељива, потпуна искуства слушања и нису желели да издавачке куће преуређују њихове песме за појединачна издања.
Деби албум групе, Led Zeppelin, објављен почетком 1969. године, садржао је композиције које су биле под утицајем жанрова блуза, хард рока и хеви метала. Led Zeppelin II, објављен у октобру 1969. године, настављао се на њихов албумски деби са директнијим, снажнијим звуком који је постао основа за хеви метал бендове. Led Zppelin III (1970) означио је музички раст за бенд; половина његових песама су биле хард рок, док је друга половина била изграђена на народној и акустичној музици која му је дала „додатну дубину“. „Immigrant Song“, објављену као сингл, подржана је јединим неалбумским синглом бенда „Hey, Hey, What Can I Do“. Њихов неименовани четврти албум, који се обично назива Led Zeppelin IV, је објављен у новембру 1971. и обједињује све жанрове са њихових претходних албума, албум садржи неке од најпознатијих песама бенда, укључујући „Black dog“, „Rock and Roll“, „Going to California“ и „Stairway to Heaven“, која се наводи као једна од највећих рок песама свих времена.
Наредни албуми бенда, Houses of the Holy (1973) и Physical Graffiti (1975), су такође били успешни и означили су раст утицаја и популарности бенда. Houses of the Holy је садржао шири спектар музичких стилова, од баладе „The Rain Song“ до фанком инспирисане „The Crunge“, док је Physical Graffiti био двоструки албум који је садржао нове песме као и необјављене изводе са претходних албума. Албум је, као и његов претходник, садржао разне музичке стилове, укључујући хард рок, фанк, акустични рок, блуз, софт рок и прогресивни рок, па чак и кантри рок. Presence (1976) означио је одмак од ранијих албума бенда представљањем једноставнијих песама у којима доминира гитара, са мањим нагласком на музичком експериментисању. In Through the Out Door (1979), је у директном контрасту са Presence, и садржи клавијатуре којим је доминирао Џонс. Албум је био бендов последњи, пошто су након Бонамове смрти у септембру 1980. године, преостали чланови одлучили да распусте групу. Coda (1982) је колекција пробних извођења песми са разних сесија током каријере бенда.
Од распада бенда, објављено је 26 песама. На Led Zeppelin Boxed Set-у (1990) објављена је обрада песме Роберта Џонсона „Travelling Riverside Blues”, „White Summer/Black Mountain Side” и први албум песме Hey, Hey, What Can I Do?; У другом бокс сету (1993) објављена је песма „Baby Come On Home”. Нове песме су такође објављене на BBC Sessions (1997) потоњем ремастеру, The Complete BBC Sessions (2015), Led Zeppelin DVD из 2003. и уживо албуму How the West Was Won (2003). Након објављивања концертног филма Celebration Day (2012), Пејџ је најавио ремастерисање дискографије бенда у виду делукс издања, која су заједно садржала 13 раније необјављених песама, од којих су неке биле миксеви раније објављених песама. Албуми су објављени између 2014. и 2015. године.

## Песме
| ‡                                                                     | Ознака за инструментал                                            |
| Indicates songs written or co-written by others and traditional songs | Означава песме које су други (ко)написали или традиционалне песме |
| Indicates Deluxe Edition track only                                   | Означава само нумеру Deluxe Edition                               |
| *                                                                     | Означава само песме у бокс сету                                   |

| Песма                                            | Текстописац                                                                                          | Оригинално издање                               | Година | Ref.   |
| ------------------------------------------------ | --- | ----------------------------------------------- | ------ | ------ |
| 10 Ribs & All/Carrot Pod Pod ‡                   | Џон Пол Џоунс Џими Пејџ                                                                              | Presence (Deluxe Edition)                       | 2015   | [ 32 ] |
| Achilles Last Stand                              | Џими Пејџ Роберт Плант                                                                               | Presence                                        | 1976   | [ 33 ] |
| All My Love                                      | Џон Пол Џоунс Роберт Плант                                                                           | In Through the Out Door                         | 1979   | [ 34 ] |
| Babe I'm Gonna Leave You                         | Anne Bredon · Џими Пејџ · Роберт Плант                                                               | Led Zeppelin                                    | 1969   | [ 37 ] |
| Baby Come On Home *                              | Bert Berns · Џими Пејџ · Роберт Плант                                                                | Led Zeppelin Boxed Set 2                        | 1993   | [ 21 ] |
| Bathroom Sound ‡ · (Out on the Tiles)            | Џон Бонам Џими Пејџ Роберт Плант                                                                     | Led Zeppelin III (Deluxe Edition)               | 2014   | [ 39 ] |
| The Battle of Evermore                           | Џими Пејџ Роберт Плант                                                                               | Led Zeppelin IV                                 | 1971   | [ 8 ]  |
| Black Country Woman                              | Џими Пејџ Роберт Плант                                                                               | Physical Graffiti                               | 1975   | [ 40 ] |
| Black Dog                                        | Џон Пол Џоунс Џими Пејџ Роберт Плант                                                                 | Led Zeppelin IV                                 | 1971   | [ 8 ]  |
| Black Mountain Side ‡                            | Џими Пејџ                                                                                            | Led Zeppelin                                    | 1969   | [ 35 ] |
| Blot · (I'm Gonna Crawl)                         | Џон Пол Џоунс Џими Пејџ Роберт Плант                                                                 | In Through the Out Door (Deluxe Edition)        | 2015   | [ 41 ] |
| Bonzo's Montreux ‡                               | Џон Бонам                                                                                            | Coda                                            | 1982   | [ 42 ] |
| Boogie with Stu                                  | Џон Бонам · Џон Пол Џоунс · Џими Пејџ · Роберт Плант · Иан Стјуарт · Ричи Валенс                     | Physical Graffiti                               | 1975   | [ 40 ] |
| Brandy & Coke (Trampled Under Foot)              | Џон Пол Џоунс Џими Пејџ Роберт Плант                                                                 | Physical Graffiti (Deluxe Edition)              | 2015   | [ 44 ] |
| Bring It On Home                                 | Вили Диксон                                                                                          | Led Zeppelin II                                 | 1969   | [ 46 ] |
| Bron-Y-Aur Stomp                                 | Џон Пол Џоунс Џими Пејџ Роберт Плант                                                                 | Led Zeppelin III                                | 1970   | [ 47 ] |
| Bron-Yr-Aur ‡                                    | Џими Пејџ                                                                                            | Physical Graffiti                               | 1975   | [ 40 ] |
| Candy Store Rock                                 | Џими Пејџ Роберт Плант                                                                               | Presence                                        | 1976   | [ 33 ] |
| Carouselambra                                    | Џон Пол Џоунс Џими Пејџ Роберт Плант                                                                 | In Through the Out Door                         | 1979   | [ 34 ] |
| Celebration Day                                  | Џон Пол Џоунс Џими Пејџ Роберт Плант                                                                 | Led Zeppelin III                                | 1970   | [ 47 ] |
| Communication Breakdown                          | Џон Бонам Џон Пол Џоунс Џими Пејџ Роберт Плант                                                       | Led Zeppelin                                    | 1969   | [ 35 ] |
| The Crunge                                       | Џон Бонам Џон Пол Џоунс Џими Пејџ Роберт Плант                                                       | Houses of the Holy                              | 1973   | [ 49 ] |
| Custard Pie                                      | Џими Пејџ Роберт Плант                                                                               | Physical Graffiti                               | 1975   | [ 40 ] |
| C'mon Everybody                                  | Џери Кејпхарт · Еди Кокран                                                                           | Led Zeppelin DVD                                | 2003   | [ 50 ] |
| Dancing Days                                     | Џими Пејџ Роберт Плант                                                                               | Houses of the Holy                              | 1973   | [ 49 ] |
| Darlene                                          | Џон Бонам Џон Пол Џоунс Џими Пејџ Роберт Плант                                                       | Coda                                            | 1982   | [ 42 ] |
| Dazed and Confused                               | Џими Пејџ (инспирисано песмом ЏејксаХоумса)                                                          | Led Zeppelin                                    | 1969   | [ 37 ] |
| Desire · (The Wanton Song)                       | Џими Пејџ Роберт Плант                                                                               | Coda (Deluxe Edition)                           | 2015   | [ 51 ] |
| Down by the Seaside                              | Џими Пејџ Роберт Плант                                                                               | Physical Graffiti                               | 1975   | [ 40 ] |
| Driving Through Kashmir · (Kashmir)              | Џон Бонам Џими Пејџ Роберт Плант                                                                     | Physical Graffiti (Deluxe Edition)              | 2015   | [ 44 ] |
| D'yer Mak'er                                     | Џон Бонам Џон Пол Џоунс Џими Пејџ Роберт Плант                                                       | Houses of the Holy                              | 1973   | [ 49 ] |
| The Epic · (Carouselambra)                       | Џон Пол Џоунс Џими Пејџ Роберт Плант                                                                 | In Through the Out Door (Deluxe Edition)        | 2015   | [ 41 ] |
| Everybody Makes It Through · (In the Light)      | Џон Пол Џоунс Џими Пејџ Роберт Плант                                                                 | Physical Graffiti (Deluxe Edition)              | 2015   | [ 44 ] |
| Fool in the Rain                                 | Џон Пол Џоунс Џими Пејџ Роберт Плант                                                                 | In Through the Out Door                         | 1979   | [ 34 ] |
| For Your Life                                    | Џими Пејџ Роберт Плант                                                                               | Presence                                        | 1976   | [ 33 ] |
| Four Sticks                                      | Џими Пејџ Роберт Плант                                                                               | Led Zeppelin IV                                 | 1971   | [ 8 ]  |
| Four Hands · (Four Sticks)                       | Џими Пејџ Роберт Плант                                                                               | Coda (Deluxe Edition)                           | 2015   | [ 51 ] |
| Friends                                          | Џими Пејџ Роберт Плант                                                                               | Led Zeppelin III                                | 1970   | [ 47 ] |
| Gallows Pole                                     | Традиционална, аутори су Џими Пејџ & Роберт Плант                                                    | Led Zeppelin III                                | 1970   | [ 47 ] |
| The Girl I Love She Got Long Black Wavy Hair     | Џон Бонам · Џон Пол Џоунс · Џими Пејџ · Роберт Плант · Слипи Џон Естес · Вили Диксон · Роберт Џонсон | BBC Sessions                                    | 1997   | [ 53 ] |
| Going to California                              | Џими Пејџ Роберт Плант                                                                               | Led Zeppelin IV                                 | 1971   | [ 8 ]  |
| Good Times Bad Times                             | Џон Бонам Џон Пол Џоунс Џими Пејџ Роберт Плант                                                       | Led Zeppelin                                    | 1969   | [ 35 ] |
| Hats Off to (Roy) Harper                         | Традиционално приписана Чарлсу Обскјуру                                                              | Led Zeppelin III                                | 1970   | [ 47 ] |
| Heartbreaker                                     | Џон Бонам Џон Пол Џоунс Џими Пејџ Роберт Плант                                                       | Led Zeppelin II                                 | 1969   | [ 45 ] |
| Hey, Hey, What Can I Do                          | Џон Бонам Џон Пол Џоунс Џими Пејџ Роберт Плант                                                       | Non-album single (Б-страна за "Immigrant Song") | 1970   | [ 55 ] |
| The Hook · (All My Love)                         | Џон Пол Џоунс Роберт Плант                                                                           | In Through the Out Door (Deluxe Edition)        | 2015   | [ 41 ] |
| Hot Dog                                          | Џими Пејџ Роберт Плант                                                                               | In Through the Out Door                         | 1979   | [ 34 ] |
| Hots On for Nowhere                              | Џими Пејџ Роберт Плант                                                                               | Presence                                        | 1976   | [ 33 ] |
| Houses of the Holy                               | Џими Пејџ Роберт Плант                                                                               | Physical Graffiti                               | 1975   | [ 40 ] |
| How Many More Times                              | Џон Бонам Џон Пол Џоунс Џими Пејџ Роберт Плант                                                       | Led Zeppelin                                    | 1969   | [ 35 ] |
| I Can't Quit You Baby                            | Вили Диксон                                                                                          | Led Zeppelin                                    | 1969   | [ 35 ] |
| If It Keeps On Raining · (When the Levee Breaks) | Џон Бонам · Џон Пол Џоунс · Мемфис Мини · Џими Пејџ · Роберт Плант                                   | Coda (Deluxe Edition)                           | 2015   | [ 51 ] |
| I'm Gonna Crawl                                  | Џон Пол Џоунс Џими Пејџ Роберт Плант                                                                 | In Through the Out Door                         | 1979   | [ 34 ] |
| Immigrant Song                                   | Џими Пејџ Роберт Плант                                                                               | Led Zeppelin III                                | 1970   | [ 47 ] |
| In My Time of Dying                              | Џон Бонам Џон Пол Џоунс Џими Пејџ Роберт Плант                                                       | Physical Graffiti                               | 1975   | [ 40 ] |
| In the Evening                                   | Џон Пол Џоунс Џими Пејџ Роберт Плант                                                                 | In Through the Out Door                         | 1979   | [ 34 ] |
| In the Light                                     | Џон Пол Џоунс Џими Пејџ Роберт Плант                                                                 | Physical Graffiti                               | 1975   | [ 40 ] |
| Jennings Farm Blues ‡ · (Bron-Y-Aur Stomp)       | Џими Пејџ                                                                                            | Led Zeppelin III (Deluxe Edition)               | 2014   | [ 39 ] |
| Kashmir                                          | Џон Бонам Џими Пејџ Роберт Плант                                                                     | Physical Graffiti                               | 1975   | [ 40 ] |
| Key to the Highway/Trouble in Mind               | Биг Бил Брунзи · Чарли Сегар · Ричард М. Џоунс                                                       | Led Zeppelin III (Deluxe Edition)               | 2014   | [ 39 ] |
| LA Drone ‡                                       | Џон Пол Џоунс Џими Пејџ                                                                              | How the West Was Won                            | 2003   | [ 56 ] |
| La La ‡                                          | Џон Пол Џоунс Џими Пејџ                                                                              | Led Zeppelin II (Deluxe Edition)                | 2014   | [ 57 ] |
| The Lemon Song                                   | Џон Бонам · Howlin' Wolf · Џон Пол Џоунс · Џими Пејџ · Роберт Плант                                  | Led Zeppelin II                                 | 1969   | [ 46 ] |
| Living Loving Maid (She's Just a Woman)          | Џими Пејџ Роберт Плант                                                                               | Led Zeppelin II                                 | 1969   | [ 45 ] |
| Misty Mountain Hop                               | Џон Пол Џоунс Џими Пејџ Роберт Плант                                                                 | Led Zeppelin IV                                 | 1971   | [ 8 ]  |
| Moby Dick ‡                                      | Џон Бонам Џон Пол Џоунс Џими Пејџ                                                                    | Led Zeppelin II                                 | 1969   | [ 45 ] |
| Night Flight                                     | Џон Пол Џоунс Џими Пејџ Роберт Плант                                                                 | Physical Graffiti                               | 1975   | [ 40 ] |
| Nobody's Fault but Mine                          | Џими Пејџ Роберт Плант                                                                               | Presence                                        | 1976   | [ 33 ] |
| No Quarter                                       | Џон Пол Џоунс Џими Пејџ Роберт Плант                                                                 | Houses of the Holy                              | 1973   | [ 49 ] |
| The Ocean                                        | Џон Бонам Џон Пол Џоунс Џими Пејџ Роберт Плант                                                       | Houses of the Holy                              | 1973   | [ 49 ] |
| Out on the Tiles                                 | Џон Бонам Џими Пејџ Роберт Плант                                                                     | Led Zeppelin III                                | 1970   | [ 47 ] |
| Over the Hills and Far Away                      | Џими Пејџ Роберт Плант                                                                               | Houses of the Holy                              | 1973   | [ 49 ] |
| Ozone Baby                                       | Џими Пејџ Роберт Плант                                                                               | Coda                                            | 1982   | [ 42 ] |
| Poor Tom                                         | Џими Пејџ Роберт Плант                                                                               | Coda                                            | 1982   | [ 42 ] |
| The Rain Song                                    | Џими Пејџ Роберт Плант                                                                               | Houses of the Holy                              | 1973   | [ 49 ] |
| Ramble On                                        | Џими Пејџ Роберт Плант                                                                               | Led Zeppelin II                                 | 1969   | [ 45 ] |
| Rock and Roll                                    | Џон Бонам Џон Пол Џоунс Џими Пејџ Роберт Плант                                                       | Led Zeppelin IV                                 | 1971   | [ 8 ]  |
| The Rover                                        | Џими Пејџ Роберт Плант                                                                               | Physical Graffiti                               | 1975   | [ 40 ] |
| Royal Orleans                                    | Џон Бонам Џон Пол Џоунс Џими Пејџ Роберт Плант                                                       | Presence                                        | 1976   | [ 33 ] |
| Sick Again                                       | Џими Пејџ Роберт Плант                                                                               | Physical Graffiti                               | 1975   | [ 40 ] |
| Since I've Been Loving You                       | Џон Пол Џоунс Џими Пејџ Роберт Плант                                                                 | Led Zeppelin III                                | 1970   | [ 47 ] |
| Somethin' Else                                   | Боб Кокран · Шерон Шили                                                                              | BBC Sessions                                    | 1997   | [ 52 ] |
| The Song Remains the Same                        | Џими Пејџ Роберт Плант                                                                               | Houses of the Holy                              | 1973   | [ 49 ] |
| South Bound Saurez                               | Џон Пол Џоунс Роберт Плант                                                                           | In Through the Out Door                         | 1979   | [ 34 ] |
| Southbound Piano · (South Bound Suarez)          | Џон Пол Џоунс Роберт Плант                                                                           | In Through the Out Door (Deluxe Edition)        | 2015   | [ 41 ] |
| St. Tristan's Sword ‡                            | Џими Пејџ                                                                                            | Coda (Deluxe Edition)                           | 2015   | [ 51 ] |
| Stairway to Heaven                               | Џими Пејџ Роберт Плант                                                                               | Led Zeppelin IV                                 | 1971   | [ 8 ]  |
| Sugar Mama                                       | Џими Пејџ Роберт Плант                                                                               | Coda (Deluxe Edition)                           | 2015   | [ 51 ] |
| Sunshine Woman                                   | Џон Бонам · Џон Пол Џоунс · Џими Пејџ · Роберт Плант · Вили Диксон · Роберт Џонсон                   | The Complete BBC Sessions                       | 2016   | [ 53 ] |
| Tangerine                                        | Џими Пејџ                                                                                            | Led Zeppelin III                                | 1970   | [ 47 ] |
| Tea for One                                      | Џими Пејџ Роберт Плант                                                                               | Presence                                        | 1976   | [ 33 ] |
| Ten Years Gone                                   | Џими Пејџ Роберт Плант                                                                               | Physical Graffiti                               | 1975   | [ 40 ] |
| Thank You                                        | Џими Пејџ Роберт Плант                                                                               | Led Zeppelin II                                 | 1969   | [ 45 ] |
| That's the Way                                   | Џими Пејџ Роберт Плант                                                                               | Led Zeppelin III                                | 1970   | [ 47 ] |
| Trampled Under Foot                              | Џон Пол Џоунс Џими Пејџ Роберт Плант                                                                 | Physical Graffiti                               | 1975   | [ 40 ] |
| Travelling Riverside Blues *                     | Роберт Џонсон · Џими Пејџ · Роберт Плант                                                             | Led Zeppelin Boxed Set                          | 1990   | [ 20 ] |
| Two Ones Are Won · (Achilles Last Stand)         | Џими Пејџ Роберт Плант                                                                               | Presence (Deluxe Edition)                       | 2015   | [ 32 ] |
| Walter's Walk                                    | Џими Пејџ Роберт Плант                                                                               | Coda                                            | 1982   | [ 42 ] |
| The Wanton Song                                  | Џими Пејџ Роберт Плант                                                                               | Physical Graffiti                               | 1975   | [ 40 ] |
| Wearing and Tearing                              | Џими Пејџ Роберт Плант                                                                               | Coda                                            | 1982   | [ 42 ] |
| We're Gonna Groove                               | Џејмс Бетеја · Ben E. King                                                                           | Coda                                            | 1982   | [ 42 ] |
| What Is and What Should Never Be                 | Џими Пејџ Роберт Плант                                                                               | Led Zeppelin II                                 | 1969   | [ 45 ] |
| When the Levee Breaks                            | Џон Бонам · Џон Пол Џоунс · Mемфис Мини · Џими Пејџ · Роберт Плант                                   | Led Zeppelin IV                                 | 1971   | [ 8 ]  |
| White Summer/Black Mountain Side *               | Џими Пејџ                                                                                            | Led Zeppelin Boxed Set                          | 1990   | [ 20 ] |
| Whole Lotta Love                                 | Џон Бонам · Вили Диксон · Џон Пол Џоунс · Џими Пејџ · Роберт Плант                                   | Led Zeppelin II                                 | 1969   | [ 46 ] |
| You Shook Me                                     | Вили Диксон · Ј. Б. Ленуар                                                                           | Led Zeppelin                                    | 1969   | [ 35 ] |
| Your Time Is Gonna Come                          | Џон Пол Џоунс Џими Пејџ Роберт Плант                                                                 | Led Zeppelin                                    | 1969   | [ 35 ] |